# 심상황
심상황(沈相璜, 1846년 ~ 1918년)은 조선 말기의 문신이자 대한제국의 관료이다. 자는 위보(渭甫), 본관은 청송(靑松)이다.

## 가계
- 6대조 : 심택현 - 이조판서 · 좌참찬 · 판돈녕부사
  - 5대조 : 심구 - 영천군수 · 증 이조판서
    - 고조부 : 심풍지 - 예조판서 · 증 좌찬성
      - 증조부 : 심능직
        - 조부 : 심의만 - 양자, 심능달의 아들, 덕천군수
          - 아버지 : 심기택 - 서부도사
            - 본인 : 심상황 - 양자, 심정택의 아들, 비서원경 · 규장각 제학

## 생애

### 조선 고종
1891년(고종 28년) 증광 문과에 병과로 급제하여 1892년 홍문관 부수찬, 1894년 사헌부 장령을 지냈다.

### 대한제국 고종
1898년(고종 35년) 11월 비서승 겸 장례, 12월 궁내부 특진관에 임명되고 칙임관 4등에 올랐다.
1899년 장례원 소경, 궁내부 특진관, 1900년 장례원 소경, 경효전 제조, 1901년 특명전권공사, 1902년 궁내부 특진관 겸 내장원 감독(內藏院 監督)을 거쳐,
1906년 궁내부 특진관에 임명되고 칙임관 3등에 올랐다.

### 대한제국 순종
1907년(순종 즉위년) 정2품 규장각 제학에 올랐다.

## 같이 보기
| - 심호 - 심택현 - 심풍지 - 심능악 - 심의면 - 심순택 - 심이택 - 심건택 - 심선택 - 심흥택 | - 심호택 - 심상훈 - 심상학 - 심상찬 - 심상한 - 심상만 - 심상익 - 심종협 - 심형진 - 심환진 |

## 참조
- 《고종실록》
- 《순종실록》
- 《청송심씨대동보》

1. ↑  순종실록 1권, 순종 즉위년 11월 30일 양력 1번째기사